# 维约马努瓦尔
维约马努瓦尔（法語：Vieux-Manoir，法語發音：[vjø manwaʁ]）是法国滨海塞纳省的一个市镇，属于鲁昂区。

## 地理
维约马努瓦尔（49°34'1"N, 1°17'52"E）面积8.13 平方千米，位于法国诺曼底大区滨海塞纳省，该省份为法国北部沿海省份，其西部及北部濒大西洋英吉利海峡，东起顺时针与索姆省、瓦兹省、厄尔省和卡爾瓦多斯省接壤。
与维约马努瓦尔接壤的市镇（或旧市镇、城区）包括：隆格吕、拉吕圣皮埃尔、圣克鲁瓦叙比希、圣日耳曼德塞苏尔、比希。

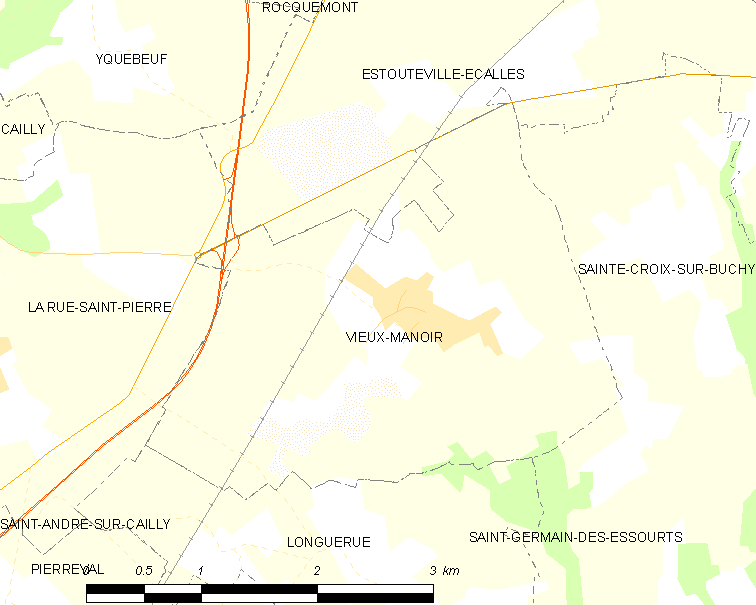
维约马努瓦尔的OSM定位图

维约马努瓦尔的时区为UTC+01:00、UTC+02:00（夏令时）。

## 行政
维约马努瓦尔的邮政编码为76750，INSEE市镇编码为76738。

## 政治
维约马努瓦尔所属的省级选区为勒梅尼勒埃纳尔县。

## 人口

1962-2008年间维约马努瓦尔人口变化图示

维约马努瓦尔于2022年1月1日时的人口数量为770人。